# شنه‌آ بوث
شنه‌آ بوث (به انگلیسی: Shenea Booth) ژیمناست زادهٔ ۲۱ اوت ۱۹۸۶ میلادی اهل کشور ایالات متحده آمریکا است.